# Estadounidenses por la Paz Ahora
Estadounidenses por la Paz Ahora (en inglés: Americans for Peace Now) (APN) es una organización sin ánimo de lucro, libre de pagar algunos impuestos federales bajo el artículo 501 (c), ubicada en los Estados Unidos, cuyo objetivo declarado es ayudar a conseguir un acuerdo político permanente para la resolución del conflicto entre los estados de Israel y Palestina.

## Actividades
Las actividades de la APN han crecido en número hasta incluir: la divulgación en los diferentes medios de comunicación, las relaciones con los distintos gobiernos, y la divulgación pública. APN declara que las posiciones que ha defendido la organización durante más de dos décadas, juntamente con la ONG israelí Paz Ahora, tales como pedir la evacuación de los asentamientos israelíes en la Palestina ocupada, y la creación de un estado palestino viable, son ahora reconocidas por la mayoría de estadounidenses e israelíes, como un requisito básico para la paz, la seguridad, y el futuro de Israel y Palestina. La organización mantiene una página web activa con información, comentarios, y abogacía referente a los acontecimientos recientes que suceden en Israel, patrocina y participa en eventos públicos, y envía mensajeros a las distintas comunidades del país para promover la causa de la paz. APN participa en la formación de activistas y líderes por la paz en las universidades. APN lleva a cabo un trabajo de divulgación entre las diversas comunidades judías estadounidenses y entre el público en general.

## Historia
La organización fue fundada en el año 1981, como una organización hermana de la ONG israelí Paz Ahora. APN se describe a sí misma como una organización no partidaria, sin ánimo de lucro, proisraelí, pacifista, judía y estadounidense. El actual presidente y CEO de la APN es la judía Debra DeLee. En 1978, 348 ex-oficiales del Fuerzas de Defensa de Israel, escribieron una carta al Primer Ministro de Israel Menahem Beguin, pidiendo un acuerdo de paz entre los estados de Israel y Egipto. Esta petición llevó a la creación de la ONG pacifista Paz Ahora, un movimiento de base dedicado a fomentar el apoyo hacia el proceso de paz entre la población israelí. APN fue fundada en 1981 para apoyar las actividades de Paz Ahora. APN fue inicialmente conocida con el nombre de American Friends of Peace Now (en español: "Los Amigos Estadounidenses de Paz Ahora"). La organización cambió su nombre a su forma presente en el año 1989. La organización tuvo un rol muy minoritario en la vida de la comunidad judía estadounidense durante los años 80, pero creció bastante durante los años 90. En 1992 APN tenía una membresía de 10.000 miembros repartidos en 21 capítulos en los Estados Unidos. Ese mismo año, APN fue aceptada como miembro en la Conferencia de Presidentes de las Mayores Organizaciones Judías de los Estados Unidos (en inglés: Conference of Presidents of Major Jewish Organizations).

## Objetivos
APN se define a sí misma como: "La voz de los judíos estadounidenses que apoyan a Israel, y creen que solamente la paz puede asegurar la seguridad, la prosperidad y la continuidad de un estado judío y democrático". Los objetivos de la organización son los siguientes:
1) Educar a los judíos estadounidenses, y a la opinión pública en general sobre los múltiples beneficios sociales y económicos de un acuerdo de paz que garantice la paz y la seguridad en la región de Oriente Medio. 
2) Conseguir que la Administración estadounidense y la Casa Blanca tengan un papel activo en el desarrollo del proceso de paz, con el fin de alcanzar un acuerdo entre los gobiernos palestino e israelí.
3) Facilitar un tratado de paz permanente, capaz de reconciliar los intereses de seguridad nacional del Estado de Israel, y que al mismo tiempo garantice el derecho de la Nación Palestina a tener su propio estado, libre, independiente y soberano. 
4) Garantizar el apoyo del Congreso de los Estados Unidos para llevar adelante el proceso de paz, mediante la asistencia y la ayuda económica a los gobiernos de Egipto, Jordania, y Palestina. 
5) Conseguir que la opinión pública en los Estados Unidos de América sea consciente del beneficio que ofrecen los programas de la organización israelí "Paz Ahora".  
6) Conseguir unos recursos financieros suficientes, para poder llevar a cabo las actividades de las organizaciones "Paz Ahora" y APN.

## Página web y publicaciones
La página web de APN, describe a la organización como un grupo no partidario con una misión no partidista. Según APN, esta suministra información y educación, proporciona una perspectiva estadounidense, pacifista, proisraelí y judía, en los asuntos relacionados con la legislación. La página web de APN describe a la asociación como una organización con una misión no partidaria. La APN apoya la información y la educación del público en general sobre el conflicto israelí-palestino. APN promueve su agenda mediante publicaciones en la prensa, artículos y entrevistas con periodistas, y ofrece a los medios una fuente de información y comentario. APN publica un boletín semanal sobre los acontecimientos que suceden en Israel y en la región de Oriente Medio. En 2012, APN imprimió un panfleto, en papel y en línea, dirigido a responder a los argumentos de la derecha política israelí y a ofrecer respuestas a los asuntos referentes al conflicto israelí-palestino.